# 上皮細胞極性
上皮細胞極性（じょうひさいぼうきょくせい、Epithelial polarity）とは上皮細胞がもつ空間的な極性のことである。細胞膜や細胞内の成分は、細胞内に均一に分布しているわけではなく、ある偏りをもって存在しており、これらによって極性が生じる。
小腸上皮細胞では、管腔側（粘膜側）表面と血液側（基底膜側）表面で機能が異なっている。すなわち、粘膜側では、管腔表面では消化液に対する耐性を持つと共に、栄養素を吸収する役割を担わなければならず、基底膜側では吸収によって得られた栄養素を血液に受け渡す必要がある。この時、それらを担う各分子がランダムに存在していれば、栄養素の流れが混沌とすることは想像に難くない。このような混乱を避けるために、細胞は粘膜側と基底膜側を厳密に区別し、栄養素の取り込みに関与する分子は粘膜側に、血液への放出に関与する分子は基底膜側に発現するように制御している。